# Skomakartorp
Skomakartorp var ett torp under Talby gård i Salems socken i Stockholms län.
Torpet omnämns redan 1672 i ett tingsprotokoll. Ärendet gällde då en tvist mellan fältherren Lars Kaggs änka och greven Fabian Carlsson Wrede. Wrede ägde olika delar av Talby.
Under 1800-talet slogs Skomakartorp samman med torpet Frostängen och bildade Talby Västergård. Bägge torpen blev underlagda gården.
Skomakartorp är ett exempel på torp som har fått namn efter den specialiserade hantverkare som en gång bodde i stugan; i det här fallet en skomakare.
Torpstugan Skomakartorp revs cirka 1940. Torpgrunden är en lagskyddad fornlämning.